# Лісний (Калінінградська область)
Лісний (рос. Лесной, лит. Šarkuva) — селище Зеленоградського району, Калінінградської області Росії. Входить до складу Сільського поселення Курська коса.
Населення — 344 особи (2015 рік).

## Населення
| 1939 | 2002 | 2010 |
| ---- | ---- | ---- |
| 705  | ↘509 | ↘344 |